# Пшеничний Борис Миколайович
Бори́с Микола́йович Пшени́чний (24 квітня 1937, Київ — 17 жовтня 2000) — український науковець в царині математики та кібернетики, доктор фізико-математичних наук, академік НАН України, лауреат премії Ленінського комсомолу ім. М. Островського, 1978 — лауреат Державної премії УРСР — за «Енциклопедію кібернетики» в двох томах, 1981 — Державної премії СРСР. Нагороджений грамотою Президії ВР УРСР, 1994 — лауреат премії ім В. Глушкова, 1999 — Державної премії України в галузі науки і техніки.

## Життєпис
1959 року закінчив навчання в Львівському державному університеті, дипломну роботу писав у Ярослава Лопатинського.
Більше 30 років відпрацював в Інституті кібернетики НАН України — від розподілення по навчанню до 1996 року. Викладав у Київському національному університеті імені Тараса Шевченка.
1964 року захистив кандидатську — «Чисельні методи розрахунку транспортних мереж», 1969 — докторську дисертацію — «Необхідні умови екстремуму та диференціальні ігри».
1974 — професор, 1985 — член-кореспондент НАН України, 1992 — академік НАН України.
У своїх наукових працях досліджував математичні методи розв'язання задач теоретичної кібернетики і прикладної математики, щодо розробок систем моделювання та оптимізації.

Могила Бориса Пшеничного, Байкове кладовище

Започаткував власну наукову школу. Підготував більш чим 50 кандидатів та 10 докторів наук.
Опубліковано близько 1000 статей, понад 170 його наукових праць, з них 8 монографій, перекладені англійською, німецькою та французькою мовами.
Досліджував:
- проблеми проектування мереж,
- теорію графів,
- математичне програмування,
- теорію та чисельні методи оптимізації,
- теорію оптимального керування,
- диференціальні ігри,
- опуклий аналіз і необхідні умови екстремуму,
- багатозначні відображення та диференціальні включення,
- моделі економічної динаміки,
- мінімаксне оцінювання параметрів,
- проблеми пошуку об'єктів, які рухаються,
- розв'язання варіаційних нерівностей.

Помер на 64-му році життя 17 жовтня 2000 року. Похований на Байковому кладовищі (ділянка № 49а, 50°25′1.15″ пн. ш. 30°30′5.85″ сх. д. / 50.4169861° пн. ш. 30.5016250° сх. д.).